# Scaramouche (pel·lícula de 1952)
Scaramouche és una pel·lícula estatunidenca dirigida per George Sidney i estrenada l'any 1952.	

## Repartiment
- Stewart Granger: Andre Moreau
- Eleanor Parker: Lenore
- Janet Leigh: Aline de Gavrillac de Bourbon
- Mel Ferrer: Noel, Marquès de Maynes
- Henry Wilcoxon: Chevalier de Chabrillaine
- Nina Foch: Marie Antoinette
- Richard Anderson: Philippe de Valmorin
- Robert Coote: Gaston Binet
- Lewis Stone: Georges de Valmorin, pare de Philippe's i pare adoptiu d'Andrer
- Elisabeth Risdon: Isabelle de Valmorin, mare de Philippe
- Howard Freeman: Michael Vanneau
- Curtis Cooksey: Lawyer Fabian
- John Dehner: Doutreval of Dijon
- John Litel: Dr. Dubuque